# 40081 Rault
40081 Rault è un asteroide della fascia principale. Scoperto nel 1998, presenta un'orbita caratterizzata da un semiasse maggiore pari a 2,6101176 au e da un'eccentricità di 0,0962994, inclinata di 15,61189° rispetto all'eclittica.